# Радошковичский замок
Радошковичский замок (бел. Радашковіцкі замак) — деревянный замок, который существовал в XVI в. в Радошковичи, сейчас в Молодечненском районе Минской области. Сейчас замчище частично разрушено и занято современной застройкой.
Впервые упоминается в городском инвентаре за 1549 год, когда великий князь литовский и король Польши Сигизмунд II Август провел «списанье и выведанье замков, дворов и волостей», в том числе «замку Радашковского».

## Описание
Замок располагался между двумя водоемами, на сделанном на реке Гуйке и Вязынке «капцы сыпаным» и имел форму неправильного четырехугольника.

### Башня-брама
Вода окружала замок со всех сторон и проход к замковой башне-браме регулировался мостом. Башня имела размеры 8,52×21,3 м и была рубленая из большого бруса высотой в 4 этажа: первый ее этаж составляли ворота, второй — светлица с глазурированной печью и двумя столами, на третьем располагалась пушка — «дельцо железное семи пядей, куля якобы гусиное яйцо, в ложы чорной на козлох деревянных». На 2-й этаж вела лестница-«усход», через который попадали в приспособленные для обороны «сени». Крыша башни был оббита белым железом.

### Вторая башня
Слева от башни-брамы, на расстоянии 20 саженей, стояла вторая, 3-этажная башня. Первый ее этаж занимал свиран-амбар, второй — часовня, третий — «дело железное полдевяти пяди, куля большая, нижни кулак, в ложы чорном железом окованом, на кожле деревянном». Башня имела форму квадрата, имела размеры 10,65×10,65 м и соединялась с башней-брамой стеной из двенадцати городней (длина одной городни — 3,55 м).

### Третья башня
На расстоянии 40 сажен от 2-й башни в углу замка стояла рубленая из бревен 3-я башня, связанная 19 городнями со 2-й башней и 11 городнями с 4-й круглой башней.

### Четвертая башня
Последняя башня замка соединялась 28-сажневой стеной (13 городней) со входной башней-брамой.

### Другие постройки
Среди прочего в замке была еще одна башня, не соединенная с замковыми стенами, которая располагалась отдельно на дворе и имела 4 этажа, 3 из которых использовались для хозяйственных, а 4-й — для оборонительных нужд.
Боевые завершения городней и «всих хором» замка имели наверху «бланки» — боевые площадки, передние стенки которых были из брёвен. Обращенные в сторону става эти стенки были «дошками переные» (загорожены досками).
Перед замком были расположены арсенал, 2 мельницы, усадебный дом, баня, пивоварня и другие хозяйственные постройки. Во время «Попісу» замок был еще «добрага будованья, не гнилого».

## Арсенал
Среди вооружения замка в инвентаре упоминаются «на тых обланках дельце железное пол 8 пяди в нем, куля с курачое яйцо, на деревянном козле, ложе железом окованое, смолою облито, нижли ложе попсовалосе», «гаковниц великих 3 по 9 пядей, с формами и со всими приправами, коротшых (гакаўніц) 5 по 5 пядей... кули большие зо всими приправами... ку обороне, кий старосвецкий, ручниц 7 зо всими приправами, а 10 гаркабузов...». Были также запасы свинца («2 камени»), пороха («бочечка одна малая, у другой дежечце ручничного пороху 20 фунтов. особливе теж у лукне 50 фунтов...») и др.